# Prisse (geslacht)

Nederlands geslachtswapen (2001)

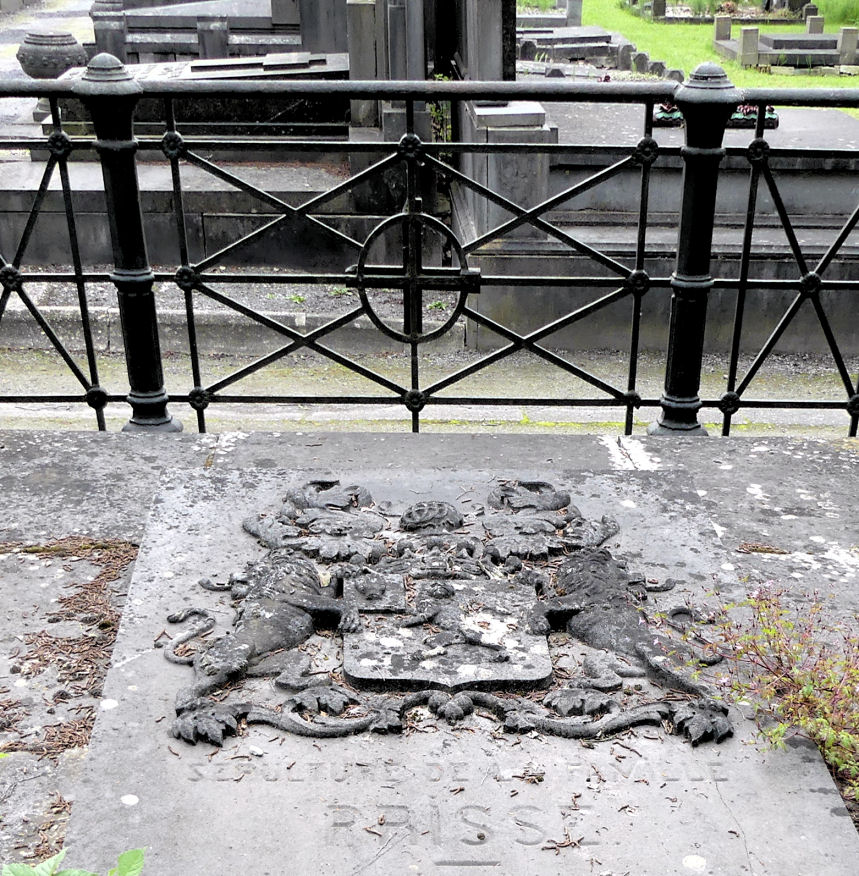
Praalgraf Tereken, Sint-Niklaas.

Prisse is een van oorsprong Frans, later Belgisch geslacht dat sinds 1844 tot de Belgische adel behoort en waarvan een lid in 2001 ingelijfd is in de Nederlandse adel.

## Geschiedenis
De oudst bekende voorvader, Jacques Prisse, geboren omstreeks 1640 was deurwaarder te Avesnes. Zijn kleinzoon, mr. Philippe Joseph Prisse (1719-1788) was schepen van Maubeuge. Vanaf zijn zoon, mr. Adrien Florent Prisse (1751-1821), trouwen leden van dit Belgische geslacht regelmatig met Nederlanders en hebben dan dus banden met Nederland. In 1844 werd een zoon van de laatste, Albert Florent Joseph (1788-1856), verheven in de Belgische adel met de titel van baron bij eerstgeboorte. Eenzelfde adelsgunst viel te beurt aan zijn kleinzoon Edouard Pierre (1851-1936).
Een kleinzoon van de laatste, mr. Eduardus Petrus Alphert (Ukkel, 1938), werd in 2001 ingelijfd in de Nederlandse adel met de titel van baron bij eerstgeboorte en de overige afstammelingen met het predicaat jonkheer of jonkvrouw. Prisse is de enige inlijving na de uitwerking in 1999 van de overgangsbepaling art. 8 van de Wet op de adeldom van 1994.

### De Hondsdonk

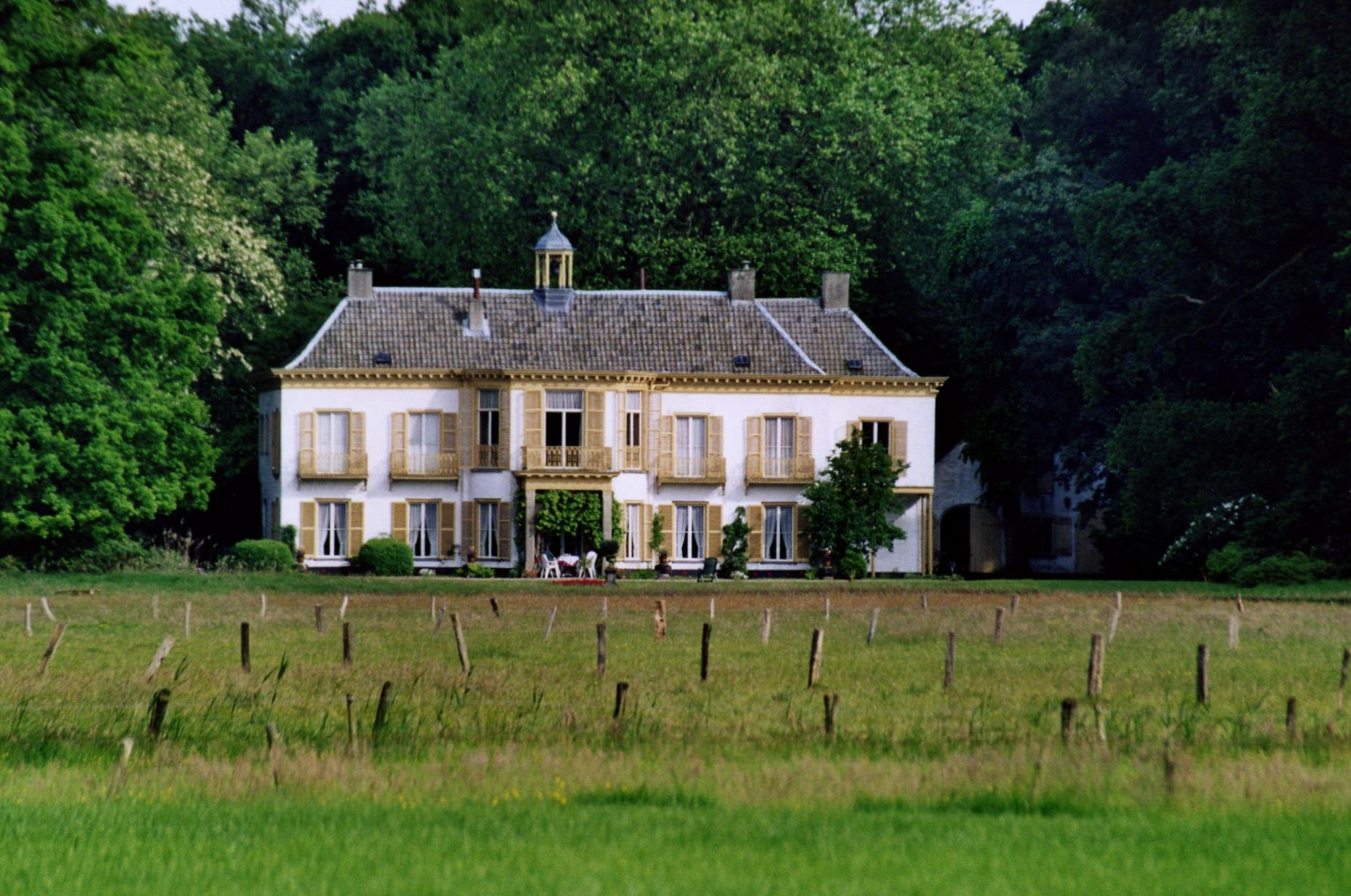
Huis de Hondsdonk (2010)

In 1874 trouwde Adèle Marie Quirine barones van der Borch (1845-1912), zus van  burgemeester mr. Willem Henri Emile baron van der Borch (1848-1908), met ir. Frédéric Benjamin Alexandre Philippe baron Prisse (1846-1913). Na het overlijden van haar broer in 1908 erfden haar twee zonen van hem het huis de Hondsdonk, terwijl hun ouders het vruchtgebruik verkregen. Na het overlijden van de ouders waren beide broers vanaf 1913 volledig eigenaar, in onverdeelde eigendom. In 1919 vond verdeling van de eigendom plaats waarbij de Hondsdonk werd toegewezen aan jhr. mr. Willem Ludovicus Franciscus Prisse (1880-1951), rechter te Brussel. In 1921, tevens het jaar waarin hem de Belgische titel van baron werd verleend, overgaand bij eerstgeboorte, nam hij ontslag als rechter om zich geheel aan het circa 300 ha. grote landgoed te wijden. Na zijn overlijden ging het over op zijn zoon mr. Frederik B.E. baron Prisse (1926-2003), die in 1986 als co-auteur de geschiedenis van het huis en landgoed schreef. De familie Prisse heeft het nog steeds in eigendom. Het staat momenteel leeg (2023).

### Wapenbeschrijvingen
- 1844: D'or, au léopard lionné de sable, lampassé de gueules, au canton d'argent, à la main ouverte de gueules. L'écu surmonté pour tous les descendants d'un heaume d'argent, grillé et liseré d'or, fourré d'azur, au bourrelet et hachements de sable et d'or. Ledit écu sommé pour le titulaire de la couronne de baron, ayant pour supports deux lions contournés de sable.
- 1858: D'or, au léopard lionné de sable, lampassé de gueules, au canton d'argent, à la main ouverte de gueules. Couronne de [baron]. Supports: deux lions contournés de sable, lampassé de gueules.
- 1921: Van goud, met een geleeuwden luipaard van sabel, getongd van keel, met den schildhoek van zilver, beladen met eene opene hand van keel. Het schild gedekt voor de [titularis] met een baronnenkroon, en gehouden door twee omgewende leeuwen van sabel, getongd van keel. Het schild bedekt voor [de] andere afstammelingen met een helm van zilver, gekroond, getralied, gehalsband en omboord van goud, gevoerd en vastgehecht van keel, met dekkleeden van goud en van sabel. Helmteeken: de hand van het schild, tusschen een vlucht van goud en sabel. Wapenspreuk: 'Droiture et fermeté' van sabel, op een gouden lint.
- 1933: In goud, een klimmende luipaard van sabel, getongd van keel, en een schildhoek van zilver, beladen met eene opene en vlakke linkerhand van keel. De uitwendige versierselen beschreven zoals die van (1921).
- 2001: In goud een aanziende zwarte leeuw, rood getongd, en in een zilveren schildhoek een open rode linkerhand, van de binnenkant gezien. Een halfaanziende helm; een kroon van drie bladeren en twee parels; dekkleden: zwart en goed; helmteken: de hand van het schild tussen een vlucht van goud en zwart. Schildhouders: twee omziende zwarte leeuwen, rood getongd. Wapenspreul: DROITURE ET FERMETÉ ('Rechtlijnigheid en standvastigheid') in zwarte letters op een goud lint. Het geheel geplaatst op een gouden arabesk.

## Enkele telgen
- Albert Florent Joseph baron Prisse (1788-1856), onder andere Belgisch minister van Oorlog, in de adelstand opgenomen in 1844.
  - Edouard Florent Louis baron Prisse (1814-1907), directeur spoorlijn Antwerpen-Gent; trouwde in 1843 met Marguerite barones van der Capellen (1817-1879), begraven in Sint-Niklaas.
    - Frédéric Benjamin Alexandre Philippe baron Prisse (1846-1913), ingenieur van de Waterstaat in België; trouwde in 1874 met Adèle Marie Quirine barones van der Borch (1845-1912), geboren op huis de Hondsdonk dat later in bezit kwam van haar broer burgemeester mr. Willem Henri Emile baron van der Borch (1848-1908) die het huis naliet aan zijn aangetrouwde neef
    - Edouard Pierre baron Prisse (1851-1936), ingenieur-directeur spoorlijn Antwerpen-Gent
      - Ir. Edouard baron Prisse (1876-1946), burgerlijk ingenieur
        - Ir. Frédéric baron Prisse (1909-1986), burgerlijk ingenieur, secretaris van het Provinciaal Commissariaat van restauraties van Antwerpen
          - Edouard baron Prisse (1946), directeur van vennootschappen, chef de famille
            - Jhr. Frédéric Prisse (1979), marketingmanager, vermoedelijke opvolger als chef de famille

        - Jkvr. Henriette Prisse (1910-2003); trouwde in 1935 met mr. Frederik Leopold Samuel Frans baron van Tuyll van Serooskerken (1911-1989), burgemeester van Domburg

      - Dr. Guillaume (sinds 1921:) baron Prisse (1880-1951), rechter, erfgenaam van huis de Hondsdonk, nam in 1921 ontslag om zijn landgoed te gaan beheren
        - Mr. Frederik B.E. baron Prisse (1926-2003), jurist, co-auteur van een artikel over de geschiedenis van de Hondsdonk in De Oranjeboom
          - Mr. Willem baron Prisse (1953), advocaat en procureur, bewoner van huis de Hondsdonk

      - Jkvr. Louise Prisse (1889-1985), dame du palais; trouwde in 1915 met Willem Bartholomeus Jan Verbrugge, heer van 's-Gravendeel en Leerambacht (1889-1988), legatiesecretaris en lid van de patriciaatsfamilie Verbrugge
      - Philippe baron Prisse (1894-1974), kunstschilder
      - Ir. Ernest Othon Edouard baron Prisse (1900-1982), directeur Gemeente-energiebedrijf (Amsterdam); trouwde in 1936 met Ila barones Schimmelpenninck van der Oye (1906-1992)
        - Mr. Eduardus Petrus Alphert baron Prisse MBA (1938), bedrijfsadviseur, in 2001 ingelijfd in de Nederlandse adel, chef de famille van de Nederlandse tak; trouwde in 1967 met drs. Louise Donker (1942-2020), psychotherapeute; trouwde in 1989 met Isabelle Rolande barones van Tuyll van Serooskerken (1955), dochter van Hendrik Nicolaas Cornelis van Tuyll van Serooskerken (1916-2017); trouwde in 1994 met Xiao Ling Sun (1964)
          - Jkvr. Caroline Prisse (1969), glaskunstenaar, docente aan de Gerrit Rietveld Academie en curator
          - Jhr. mr. Florent Prisse (1972), organisatieadviseur, vermoedelijke opvolger als chef de famille van de Nederlandse tak.

  - Louis baron Prisse (1816-1884), Belgische luitenant-generaal
  - Jkvr. Marie Prisse (1826-1907); trouwde in 1853 met Emile de Laveleye (1822-1892), befaamd economist en sinds 1891 verheven in de Belgische adel met de titel van baron, overdraagbaar bij eerstgeboorte.

### Adellijke allianties
- Van der Capellen (1843), Van Meeuwen (1850), De Laveleye (1853), Van der Borch (1874), Van Limburg Stirum (1888), Van Lynden (1908), De Radzitzky d'Ostrowick (1911), Pouppez de Kettenis de Hollaeken (1914), Röell (1923), Van Tuyll van Serooskerken (1935 en 1989), Schimmelpenninck van der Oye (1936), Strick van Linschoten (1982), Hooft (2002)